# چارلی مور
چارلی مور (انگلیسی: Charlie Moore؛ ۳ ژوئن ۱۸۹۸ – ۹ مارس ۱۹۶۶) یک بازیکن فوتبال اهل انگلستان بود. 
از باشگاه‌هایی که در آن بازی کرده‌است می‌توان به باشگاه فوتبال منچستر یونایتد اشاره کرد.